# Ricardo Arona
Ricardo Arona, född 17 juli 1978 i Niterói, är en brasiliansk före detta MMA-utövare som tävlade i organisationen Pride Fighting Championships.